# Eorini nal
La Giornata dei Bambini (hangŭl: 어린이날, pronuncia: Eorini-nal, Ŏrini-nal) è una ricorrenza nazionale celebrata il 5 maggio in Corea del Sud, dove ha un significato molto particolare. Questa è una delle festività ancora oggi più amate dai sudcoreani ed è considerata un orgoglio del paese.

## Storia
Nei primi decenni del Novecento (periodo della dominazione giapponese) le condizioni di vita precarie non permettevano ai bambini coreani una crescita e un'educazione adeguate; lo scrittore e attivista Bang Jeong-hwan (방정환) si rese conto dell'importanza dei bambini, della loro educazione e di come il futuro del paese dipendesse da loro. Per questo motivo fece diverse cose in loro favore: iniziò una campagna di sensibilizzazione per far riflettere gli adulti sul valore dei bambini, fondò due associazioni dedicate a questi ultimi (la Cheondogyo Sonyeonhwoe e la Saekdonghwoe) ed istituì una giornata nazionale in loro onore la quale fu spostata dal 1 maggio (in cui era stata inizialmente fissata) al 5 maggio in modo da non farla coincidere con nessun'altra festa. Da allora questa divenne una tradizione ufficiale sudcoreana.

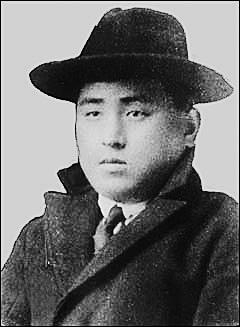
Bang Jeong-hwan.

## Celebrazione al giorno d'oggi
Essendo la festa nazionale, le scuole e gran parte delle aziende rimangono chiuse per permettere alle famiglie di trascorrere un giorno insieme. Alcune delle attività svolte più frequentemente includono: picnic, visite in luoghi (in cui spesso i bambini ricevono sconti o ingressi gratuiti) come zoo, musei, parchi divertimento, cinema, ecc. 
Ai bambini vengono inoltre destinati regali di vario genere come dolci, giocattoli, ecc.